# Flagge der Philippinen
Die Nationalflagge der Philippinen wurde am 12. Juni 1898 eingeführt, jedoch im Laufe der Zeit mehrmals im Farbton verändert. Sie wurde ursprünglich von Emilio Aguinaldo entworfen. Die Flagge der Philippinen wird in Friedenszeiten mit dem blauen Feld nach oben gehisst, während in Kriegszeiten das rote Feld oben liegt.

## Design

### Aufbau

Aufbau der Nationalflagge

Die Nationalflagge besteht aus zwei waagerechten Streifen gleicher Breite in den Farben Königsblau und Scharlachrot, die von einem weißen gleichseitigen Dreieck am Liek überdeckt werden. Das Zentrum des Dreiecks nimmt eine goldene Sonne ein, die von acht Hauptstrahlen umgeben ist. Jede der Strahlen besteht dabei wiederum aus drei einzelnen Strahlen. An jeder Ecke des Dreiecks ist zudem ein fünfzackiger goldener Stern platziert. Jeder Stern ist dabei so angelegt, dass einer der Zacken genau zur Spitze der Ecke zeigt, an der er sich befindet.
Die Seiten der Flagge haben ein Verhältnis Länge zu Breite von 2:1. Alle drei Seiten des weißen Dreiecks entsprechen in ihren Abmessungen jeweils der Breite der Flagge.
Ihre Farben sind durch den Republic Act Nr. 8491 festgelegt und beziehen sich auf Farbnummer, die von der Color Association of the United States (Farbordnung der Vereinigten Staaten) zur Normierung von Textilfarben entwickelt wurden. Nachstehen sind die offiziellen Farben und ihre Angleichungen in anderen Farbräumen aufgelistet:
| Scheme           | Blau           | Rot            | Weiß        | Gelb          |
| ---------------- | -------------- | -------------- | ----------- | ------------- |
| Farbnummer (USA) | 80173          | 80108          | 80001       | 80068         |
| Pantone          | 286            | 186            | n. a.       | 116           |
| RGB              | 0-56-168       | 206-17-38      | 255-255-255 | 252-209-22    |
| CMYK             | C100-M60-Y0-K5 | C0-M90-Y65-K10 | n. a.       | C0-M18-Y85-K0 |
| HEX              | #0038A8        | #CE1126        | #FFFFFF     | #FCD116       |

### Symbolik

Detailbild der Sonne

Gemäß offizieller Quellen steht das weiße Dreieck für die Gleichheit, das blaue Feld für Frieden, Wahrheit und Gerechtigkeit und das rote Feld für Patriotismus und Heldenmut. Die achtstrahlige Sonne steht für die Freiheit und die acht Provinzen, in denen im Jahre 1896 die Philippinische Revolution gegen die spanische Kolonialmacht ausbrach (Batangas, Bulacan, Cavite, Laguna, Manila, Nueva Ecija, Pampanga und Tarlac), und für die zu dieser Zeit das Kriegsrecht ausgerufen wurde. Die drei Sterne symbolisieren die geographischen Hauptbereiche Luzon, Mindanao und die Visayas-Inselgruppe.
Die Symbolik, die der Flagge im Jahre 1898 bei der Ausrufung der philippinischen Unabhängigkeit gegeben wurde, unterscheidet sich allerdings von der heutigen offiziellen Deutung. Damals spielte das weiße Dreieck auf das Emblem des Katipunan an, der Geheimorganisation, die sich im Untergrund gegen die spanische Herrschaft auflehnte. Es heißt, die Farben der Flagge orientierten sich an der Flagge der Vereinigten Staaten als ein Ausdruck der Dankbarkeit für die amerikanische Unterstützung im Kampf gegen die Spanier während der Philippinischen Revolution. Laut einer weiteren Deutung soll einer der drei Sterne alleine für die Insel Panay stehen und nicht die gesamten Visayas repräsentieren.

## Flaggenhistorie

### Historische Flaggen
In den 1960er Jahren wurde allgemein damit begonnen, die Entwicklung der philippinischen Flagge zurückzuverfolgen, ausgehend von den Kriegsstandarten einzelnen Führer des Katipunan, einer revolutionären pseudo-Freimaurer-Bewegung, die sich gegen die spanische Herrschaft auflehnte und die das Land in die Philippinische Revolution führte. Während einige Symbole verschiedener Flaggen des Katipunan Gemeinsamkeiten mit der Nationalflagge aufweisen und diese in der Ikonographie der Revolution ihren Platz besitzen, ist es nicht eindeutig, ob diese Kriegsstandarten als Vorläufer der heutigen philippinischen Flagge erachtet werden können.
Die erste Flagge des Katipunan war eine rote rechteckige Flagge mit einer horizontal Gruppierung dreier Ks (ein Akronym des vollständigen Namens des Katipunan, Kataas-taasang Kagalang-galangang Katipunan ng mga Anak ng Bayan – Höchste und ehrwürdigste Gemeinschaft der Kinder dieser Nation). Das rote Feld der Flagge soll dabei für Blut stehen, da die Angehörigen des Katipunan ihre Mitgliedschaft mit ihrem eigenen Blut unterzeichneten.
Die verschiedenen Führer der Organisation, wie  Andrés Bonifacio, Emilio Aguinaldo und Gregorio del Pilar, besaßen jeweils eigene Kriegsstandarten. Während des Verlaufs der Revolution kam es zu einer Abspaltung eines Armes der Organisation in Cavite und es entstanden zwei Fraktionen des Katipunan: Die Magdiwang- und die Magdalo-Fraktion, die jede eine eigenständige Flagge annahm.
Der Katipunan entschied sich im Jahre 1897 während der Versammlung in Naic zur Übernahme einer neuen Flagge. Diese war rot und stellte eine weiße Sonne mit einem Gesicht dar. Die Sonne besaß acht Strahlen, die für die acht Provinzen standen, die von den Spaniern zu Beginn des Konfliktes unter Kriegsrecht gestellt worden waren.

Die erste Flagge des Katipunan.
Flagge der Magdalo-Fraktion.
Flagge der Magdiwang-Fraktion.
Flagge der Republik von Biak-na-Bato (1897).

### Aktuelles Design

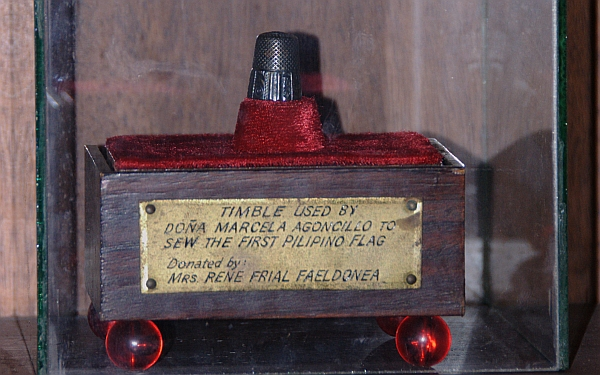
Der Fingerhut von Doña Marcela Marino de Agoncillo, die die erste Nationalflagge nähte

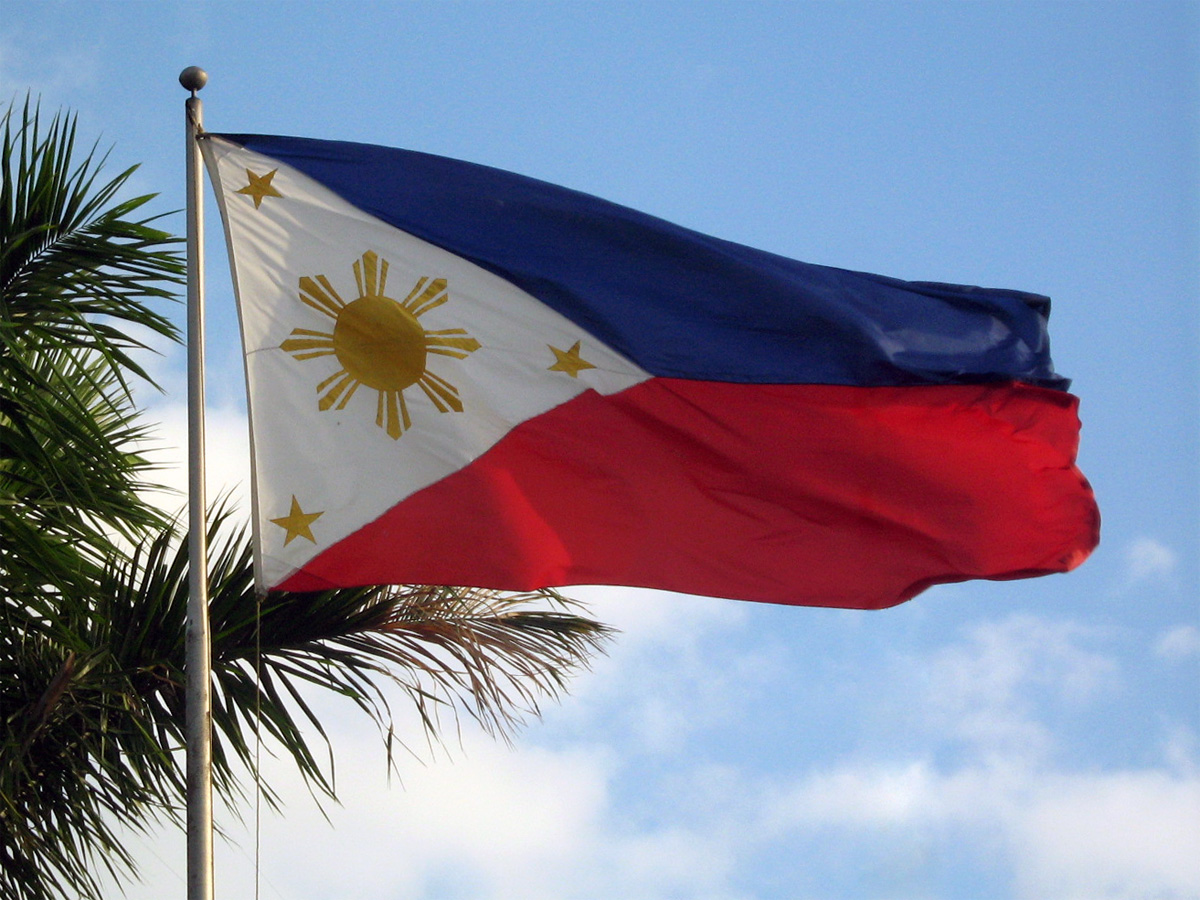
Die philippinische Flagge vor dem Philippine International Convention Center

Das gegenwärtige Design der philippinischen Nationalflagge wurde von Emilio Aguinaldo, einem General der Philippinischen Revolution konzipiert, als dieser sich im Spätjahr 1897 im Exil in Hongkong befand. Die erste Flagge wurde von Doña Marcela Marino de Agoncillo genäht, die sie mit Hilfe ihrer Tochter Lorenza und mit Unterstützung von Doña Delfina Herbosa de Natividad, einer Nichte des Reformationsführers José Rizal, fertigte.
Die Flagge wurde jedoch erst während der Erklärung der philippinischen Unabhängigkeit am 12. Juni 1898 in Kawit zum ersten Mal formal entfaltet. Einem Artikel der Manila Times von Augusto de Viana zufolge, einem geachteten Historiker des Nationalen Geschichtlichen Institutes, finden sich in historischen Lehrbüchern und Gedenkriten Erwähnungen, denen zufolge die Flagge zum ersten Mal am 28. Mai 1898 bei der Schlacht von Alapan gehisst wurde, einem Ortsteil von Imus in Cavite. Dies wird auch in der Presidential Proclamation Nr. 374 zitiert, die von Präsident Diosdado Macapagal am 6. März 1965 herausgegeben wurde. Der Artikel besagt weiter, dass die historischen Aufzeichnungen andeuten, die Flagge sei zuerst in Cavite City genutzt worden, als General Aguinaldo sie während der ersten Kämpfe im Rahmen des Spanisch-Amerikanischen Krieges entrollte.
Die ursprüngliche Symbolik der Flagge wurde im Text der Unabhängigkeitserklärung aufgeführt und nimmt Bezug auf eine beigeheftete Zeichnung, von der jedoch keine Kopie mehr vorhanden ist. Das originale Design der Flagge übernimmt ein verbreitetes Symbol verschiedener ehemaliger spanischer Kolonien, eine mythische Sonne mit einem Gesicht, das ein gemeinschaftliches Symbol dieser Länder darstellte. Der exakte Farbton des blauen Feldes der originalen Flagge ist Bestandteil vieler strittiger Diskussionen. Basierend auf anekdotischen Bekundungen und den wenigen noch existierenden Flaggen aus jener Zeit argumentieren Historiker, dass die Farbe den gleichen blauen und roten Farbton besessen habe, den die Flagge Kubas aufwies. Tatsächlich beeinflusste die kubanische Fahne das Design der philippinischen Flagge, wie auch Kubas Revolution gegen die Spanier die philippinische Revolution inspirierte.
Im Jahre 1899 brachen dann Feindseligkeiten zwischen den philippinischen Soldaten und den Truppen der Vereinigten Staaten aus. Die Flagge war das Symbol der ersten philippinischen Republik und wurde somit zum ersten Mal am 4. Februar 1899 mit dem roten Feld nach oben gehisst, um damit den Kriegsstatus zu den USA zu belegen. Aguinaldo wurde zwei Jahre danach von den Amerikanern gefangen genommen und schwor in der Folge den Vereinigten Staaten die Treue.
Mit der Niederlage der ersten philippinischen Republik kam das Land unter die Herrschaft der amerikanischen Kolonialverwaltung, womit die Verwendung der philippinischen Flagge mit dem Sedition Act im Jahre 1907 als illegal deklariert wurde. Dieses Gesetz wurde am 30. Oktober 1919 wieder aufgehoben. Zur Zeit der erneuten Legitimation der philippinischen Flagge waren Stoffe in den meisten Textilgeschäften nur mit dem roten und blauen Farbton der Flagge der Vereinigten Staaten verfügbar, womit die Flagge von 1919 an mit dem Farbton Navy-Blau versehen werden musste. Die philippinische Legislative gab am 26. März 1920 schließlich die Verordnung Nr. 2928 aus, nach der die philippinische Flagge der ersten Republik als offizielle Flagge der Philippinischen Inseln übernommen wurde. Von da an bis zum Zeitpunkt der japanischen Besatzung im Zweiten Weltkrieg wurde jeweils der 30. Oktober als Tag der Flagge begangen, zum Gedenken an das Datum, an dem das Hissen der Flagge von der amerikanischen Verwaltung verboten worden war.
Im Jahre 1935 wurde schließlich das Commonwealth der Philippinen gegründet. Am 25. März 1936 gab Präsident Manuel Quezon die Executive Order Nr. 23 heraus, in der die technischen Festlegungen und Spezifikationen der Flagge festgehalten wurden. Mit der Verordnung wurde somit die Definition des Dreiecks an der Zugseite als gleichseitiges Dreieck integriert, die Seitenverhältnisse von 1:2 bestimmt, wie auch die exakten Winkel der Sterne, die geometrische und ästhetische Darstellung der Sonne und die formale Entfernung des Gesichts von Sonne festgelegt. Diese Spezifikationen sind bis heute unverändert geblieben und somit weiterhin gültig. Die exakten Farbtöne wurden hingegen nicht präzise definiert. Im Jahre 1941 wurde der Tag der Flagge offiziell auf den 12. Juni verlegt, um damit dem Datum der Proklamation der philippinischen Unabhängigkeitserklärung im Jahre 1898 zu gedenken.
Ein weiteres Mal wurde die Flagge mit der Invasion und Besatzung der Philippinen Anfang Dezember 1941 verboten, um durch das von den Japanern unterstützte Establishment der Zweiten Republik der Philippinen erneut übernommen zu werden. In einer Zeremonie im Oktober 1943 wurde die Fahne von Emilio Aguinaldo feierlich in den originalen kubanischen Rot- und Blautönen gehisst, wobei sie zuerst mit der blauen Seite nach oben wehte, bevor Präsident José P. Laurel 1944 den Kriegszustand mit den Alliierten ausrief. Die Exilregierung des Commonwealth in Washington, D.C. behielt dagegen die Fahne mit den amerikanischen Farbtönen bei und ließ sie seit der japanischen Invasion mit dem roten Feld nach oben setzen. Mit der Rückkehr der philippinischen und amerikanischen Streitkräfte und der Rückeroberung der Philippinen im Jahre 1944 kehrten die amerikanischen Farben zurück und wurden bei der offiziellen Erklärung der Unabhängigkeit von den Vereinigten Staaten am 4. Juli 1946 für die Zukunft übernommen.

### Designänderung

#### Farbe
Im Jahre 1955 wurde vom Nationalen Historischen Institut eine Spezifikation der Farben übernommen, die sich der Farbtöne der amerikanischen Flagge bediente. 1985 ordnete Präsident Ferdinand Marcos eine Rückkehr der Farbgebung zu den ursprünglichen roten und blauen Farbtönen der kubanischen Flagge an. Diese Verordnung wurde hingegen nach der Entmachtung Marcos wieder rückgängig gemacht. Zur 100-Jahr-Feier der philippinischen Unabhängigkeitserklärung im Jahre 1998 wurde der Republic Act 8491 verabschiedet, der den Farbton der Flagge und des Wappens neu bestimmte und den blauen Farbton nun als Königsblau festlegte.

#### Sonnenstrahlen
Noch vor der im Jahre 1998 stattgefundenen Hundertjahrfeierlichkeiten beantragte die Provinzregierung von Zambales, dass die Sonnenstrahlen auf neun erweitert werden müssten, da ihre Provinz in gleicher Weise in die Rebellion von 1896 involviert gewesen war. Die zuständige Kommission lehnte den Antrag nach Recherche durch das Nationale Historische Institut jedoch ab.

### Verwendete Flaggen

Flagge der Philippinen als Teil von Neuspanien, 1535 bis 1821
Union Jack, während der britischen Besetzung 1762 bis 1764
Flagge Spaniens, in Verwendung während der Zeit von Spanisch-Ostindien, 1821 bis 1898
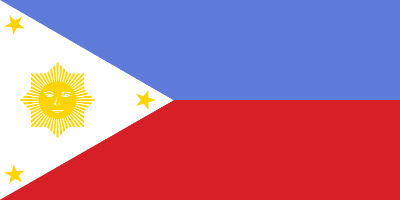
Flagge der ersten philippinischen Republik von Emilio Aguinaldo, 1898 bis 1901
Flagge der USA mit 45 Sternen, 1901 bis 1908
Flagge der USA (mit 46 Sternen), 1908 bis 1912
Flagge der USA (mit 48 Sternen), auf den Philippinen verwendet von 1912 bis 1919
Flagge der Philippinen, 1919 bis 1941
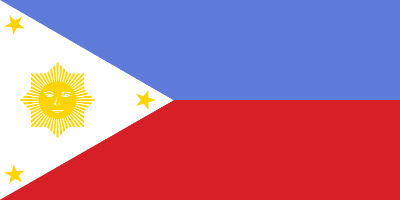
Flagge der Philippinen, 1942 bis 1943
Flagge der Philippinen (Zweite Republik), 1943 bis 1944
Flagge der Philippinen, 1944 bis 1985
Flagge der Philippinen, 1985 bis 1986
Flagge der Philippinen, 1986 bis 1998
Flagge der Philippinen, seit 1998

## Protokoll

### Formale Verwendung

Flagge in Kriegszeiten

Korrekte vertikale Verwendung in Friedenszeiten

Die Flagge soll an allen Tagen des Jahres an jedem Regierungsgebäude, an den offiziellen Residenzen des Präsidenten, an öffentlichen Plätzen wie auch an Schulen wehen. Die Tage vom 28. Mai (Tag der Nationalflagge) bis zum 12. Juni (Unabhängigkeitstag) sind als Flaggentage vorgesehen, an denen alle Regierungsinstitute, Geschäftseinrichtungen und private Gebäude angehalten sind, die Nationalflagge zu hissen.
Per Gesetz hat die philippinische Flagge an folgenden Orten permanent gesetzt und in der Nacht angeleuchtet zu werden:
- am Philippinischen Senat und am Philippinischen Repräsentantenhaus des Kongresses der Philippinen
- am Obersten Gerichtshof der Philippinen
- im Rizal Park
- am Aguinaldo-Schrein in Kawit
- vor der Barasoain-Kirche in Malolos City
- am Grab des unbekannten Soldaten auf dem Heldenfriedhof in Taguig City
- am Mausoleo de los Veteranos de la Revolución, dem Mausoleum für die Veteranen der Revolution am Nordfriedhof von Manila
- an allen internationalen Zugangspunkten wie Schiffs- und Flughäfen
- an allen Plätzen, die vom Nationalen Historischen Institut diesbezüglich bestimmt wurden

Das Einzigartige an der philippinischen Flagge ist die Tatsache, dass es sich an ihr ablesen lässt, ob sich das Land im Kriegszustand befindet. In Kriegszeiten wird die Flagge so gedreht, dass die rote Seite nach oben zeigt, bei vertikaler Verwendung der Flagge in Kriegszeiten befindet sich der rote Streifen aus Sicht des Betrachters links. In Friedenszeiten ist hingegen das blaue Feld oben beziehungsweise links zu sehen.

### Halbmast

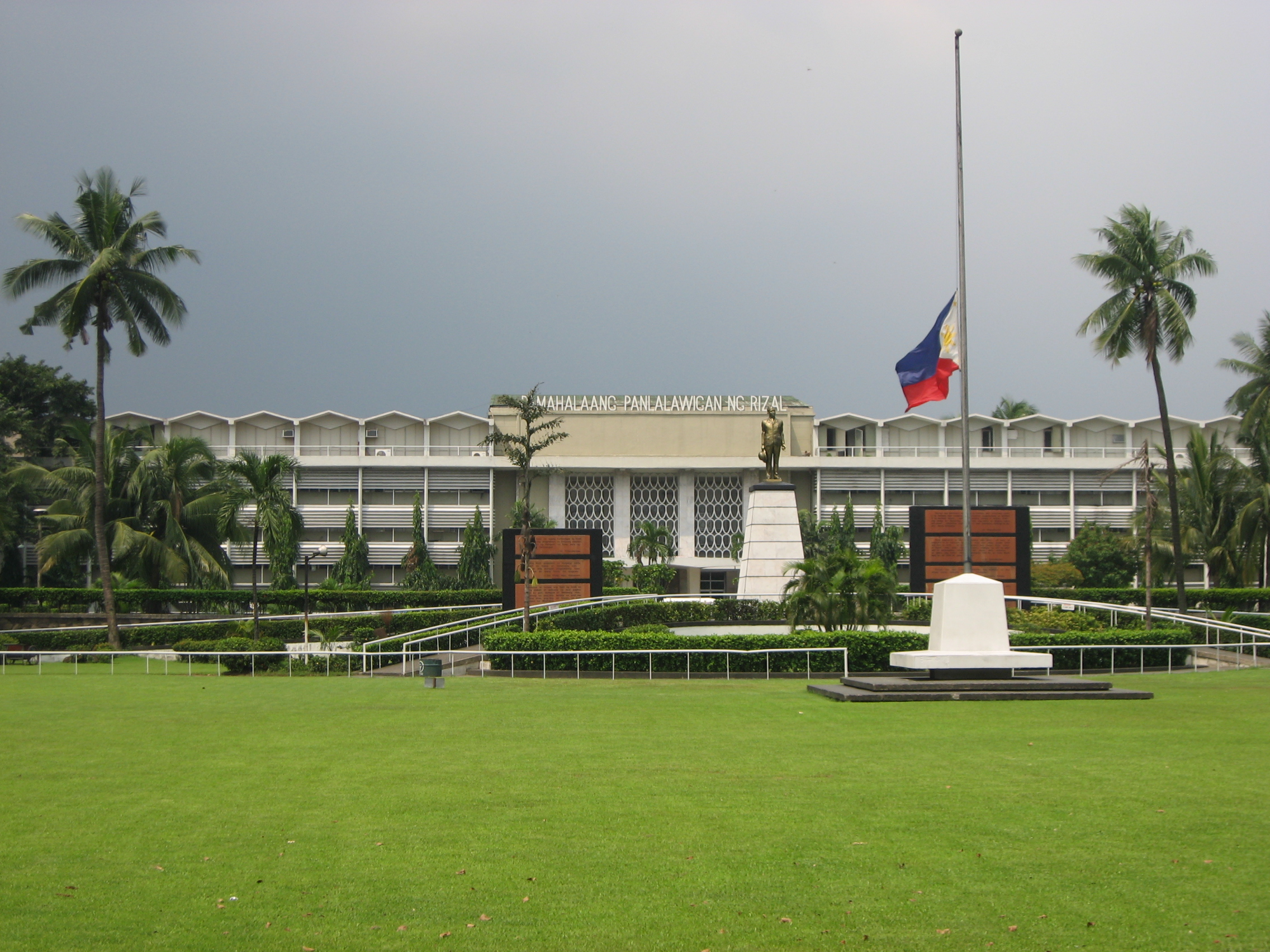
Die Philippine Flagge weht auf halbmast vor dem Provincial Capitol Building in Rizal.

Die Flagge wird zum Zeichen der Trauer auf halbmast gesetzt. Nach der offiziellen Bekanntgabe des Todes eines Präsidenten oder ehemaligen Präsidenten soll die Flagge für zehn Tage auf halbmast wehen. Für sieben Tage ist die Flagge nach dem Tod eines Vizepräsidenten, des Obersten Richters, des Senatspräsidenten oder des Sprechers des Repräsentantenhauses zu setzen.
Es kann erforderlich sein, die Flagge auch nach dem Tod einer anderen Persönlichkeit auf halbmast zu setzen, wenn diese Person vom Nationalen Historischen Institut zu dieser Ehre bestimmt wurde. In diesem Fall wird dieser Status jedoch weniger als sieben Tage aufrechterhalten. Die Flagge soll dabei vor allen Gebäuden und Plätzen auf halbmast gesetzt sein, an denen der Verstorbene sein Amt ausübte, vom Tage seines Todes bis zum Tag des Begräbnisses. Dies gilt für ein amtierendes Mitglied des Obersten Gerichts, des Kabinetts, des Senats oder des Repräsentantenhauses und für diejenigen Persönlichkeiten, die vom National Historischen Institut ernannt wurden.
Wenn die Fahne auf halbmast gesetzt wird, wird sie zuerst auf den höchsten Punkt gezogen, wo sie einen Augenblick verweilt, ehe sie auf die Halbmastposition herabgelassen wird. Sie soll zudem auf den höchsten Punkt gezogen werden, bevor sie für diesen Tag endgültig herab genommen wird.
Die Flagge soll weiterhin den Sarg eines toten Soldaten, eines Veteranen eines ehemaligen Krieges, eines nationalen Künstlers und einer besonderen Zivilpersonen, die von der Lokalregierung bestimmt wurde, bedecken. In diesem Fall ist die Flagge so zu platzieren, dass sich das weiße Dreieck am Kopf befindet und das blaue Feld die rechte Seite des Sarges bedeckt. Die Flagge soll nicht in das Grab herabgelassen werden oder auch nur den Boden berühren, sondern feierlich gefaltet in die Hände der Angehörigen des Verstorbenen gelegt werden.
Es ist verboten, die Flagge zu verunstalten oder zu verhöhnen, sie zum Salut zu senken oder zusätzliche Zeichen bzw. Markierungen irgendwelcher Art hinzuzufügen. Sie darf nicht als Gardine, Girlande, Tischdecke, zum Einpacken von Objekten oder als Teil eines Kostüms oder einer Uniform verwendet werden.
Verschiedene kommerzielle Nutzungen der Flagge sind verboten, einschließlich der Verwendung als Handelsmarke oder für kommerzielle Aufschriften bzw. Entwürfe. Es ist weiterhin nicht erlaubt, das Abbild der Flagge an Handelsgütern anzubringen oder in irgendeiner Werbung zu verwenden. Sie soll ebenso wenig als Wimpel an der Motorhaube, der Seite, des hinteren Teils oder auf dem Dach eines motorisierten Gefährts benutzt werden.
Die Flagge soll nicht in falscher Art und Weise oder unter einem Bild, einem Foto oder unterhalb eines Podests aufgehängt werden. Gleiches gilt für „frivole Plätze“, die der Ausgelassenheit, der Belustigung oder der Entspannung dienen.

### Gelöbnis
Das Gelöbnis der Treue zur philippinischen Flagge sollte im Stehen mit der rechten Hand bei offenen Handflächen und hochgezogener Schulter vorgetragen werden. Individuen, deren Glauben und religiöse Überzeugung ein solches Gelöbnis verbieten, ist es erlaubt, sich hiervon freizustellen. Trotzdem wird von diesen Personen dennoch der sichtbare und volle Respekt erwartet, wenn dem Gelöbnis durch die anderen strammstehenden Beteiligten gehuldigt wird.
| Filipino Ako ay Pilipino Buong katapatang nanunumpa Sa watawat ng Pilipinas At sa bansang kanyang sinasagisag Na may dangal, katarungan at kalayaan Na pinakikilos ng sambayanang Maka-Diyos Maka-tao Makakalikasan at Makabansa. | Deutsche Übersetzung Ich bin Filipino Ich gelobe meine Treuepflicht gegenüber der Flagge der Philippinen und zu dem Land, das sie repräsentiert in Ehre, Recht und Freiheit in Bewegung gebracht durch eine Nation für Gott, für die Menschen, für die Natur und für das Land. |

Das Gesetz gibt keine Auskunft darüber, in welcher Sprache das Gelöbnis vorzutragen wäre, niedergeschrieben wurde es jedoch in der offiziellen philippinischen Sprache Filipino.

## Weitere Flaggen der Philippinen

Standarte des Präsidenten